# Sibratsgfäll
Sibratsgfäll is een gemeente in de Oostenrijkse deelstaat Vorarlberg, gelegen in het district Bregenz (B). De gemeente heeft ongeveer 400 inwoners.

## geschiedenis
De eerste schriftelijke vermelding van Sibratsgfäll stamt uit het jaar 1511. Hierin wordt beschreven dat een deel van Syfridtsfäll in gebruik was als alpenweide . In een document uit 1515 wordt het nog bestaande perceel Krähenberg genoemd als Vorsäß.
In het midden van de 17e eeuw begonnen boeren uit de omgeving hout te kappen en te rooien in het huidige gemeentegebied. Hiervoor werden Tiroolse houthakkers, de zogenaamde Schwozer, ingezet. De vestiging het hele jaar door begon door de erfenis van boeren uit het gebied en de immigratie van houthakkers. Hun aanwezigheid blijkt uit namen als Marxgut en Scheuring die op dit moment in de belastingboeken verschijnen, evenals de namen Schwozermus en Schwozerhaken, een hulpmiddel dat nog steeds wordt gebruikt.
Van 1805 tot 1814 behoorde de stad tot Beieren en daarna weer tot Oostenrijk. Sibratsgfäll behoort sinds de oprichting in 1861 tot de Oostenrijkse deelstaat Vorarlberg.
Land- en bosbouw bleven de belangrijkste bron van inkomsten. Om het gekapte hout te vervoeren werd de Subersach in de Auenalpe afgedamd. Nadat de stammen in het stuwmeer waren, werden ze met de grote hoeveelheid water de vallei in geveegd.
Na de Eerste Wereldoorlog werd Sibratsgfäll uitgeroepen tot ontwikkelingsgemeenschap. Er werden een watercoöperatie, een veeteeltcoöperatie en een borduurfabriek opgericht, wat leidde tot een economische bloei

## Geografie
Sibratsgfäll heeft een oppervlakte van 29,25 km². Het ligt in het westen van het land.
Alberschwende · Andelsbuch · Au · Bezau · Bildstein · Bizau · Bregenz (stad) · Buch · Damüls · Doren · Egg · Eichenberg · Fußach · Gaißau · Hard · Hittisau · Höchst · Hohenweiler · Hörbranz · Kennelbach · Krumbach · Langen bei Bregenz · Langenegg · Lauterach · Lingenau · Lochau · Mellau · Mittelberg · Möggers · Reuthe · Riefensberg · Schnepfau · Schoppernau · Schröcken · Schwarzach · Schwarzenberg · Sibratsgfäll · Sulzberg · Warth · Wolfurt
- Gemeinsame Normdatei: 4527864-7
- Virtual International Authority File: 239191092